# ジェラール・ロペス
ジェラール・ロペス・セグ（Gerard López Segú, 1979年3月12日 - ）は、スペイン出身の元同国代表サッカー選手、サッカー指導者。現役時代のポジションはミッドフィールダー（トップ下、ボランチ）。
精度の高いパスとボールコントロール能力が持ち味のミッドフィールダーである。FCバルセロナとバレンシアCF在籍時代が良く知られており、バレンシアCFではUEFAチャンピオンズリーグで準優勝に貢献した。スペイン代表としては2000年にUEFA EURO 2000に出場した。

## 経歴

### クラブ

#### カンテラ時代
カタルーニャ州バルセロナ県グラノリェースに生まれ、12歳の時にFCバルセロナの下部組織に入団した。1996-97シーズンにFCバルセロナBからプロデビューした。

#### バレンシアCF
17歳だった1997年夏にバレンシアCFに移籍して8月31日にプリメーラ・ディビシオン（1部）デビューを果たした。1998-99シーズンは、40シーズンぶりにプリメーラ・ディビシオンに昇格したデポルティーボ・アラベスにレンタル移籍し、7得点を挙げて急成長を遂げた。1999年夏にバレンシアCFに復帰し、高速カウンターを取り入れたチームの核となった。1999-2000シーズンのUEFAチャンピオンズリーグではバイエルン・ミュンヘン戦で1得点、SSラツィオ戦でハットトリックを決めて決勝進出に貢献し、リーグ戦でも3位となった。

#### FCバルセロナ
インテル、ACミラン、マンチェスター・ユナイテッドFCなどが獲得に興味を示したが、2000年7月、移籍金2200万ユーロ（1500万ポンド）で古巣FCバルセロナに移籍した。FCバルセロナでは絶対的なレギュラーではなく、怪我がちで右膝軟骨損傷、左膝十字靭帯断裂、恥骨炎、左足筋肉裂傷などに悩まされたが、5シーズンの間レギュラークラスとしてプレーした。2004年には日本遠征に参加し、2004-05シーズンにはリーグ優勝を果たした。

#### キャリア終盤
2005年夏にはフランス・リーグ・アンのASモナコに移籍したが、アキレス腱断裂の重傷を負ったために2シーズンで13試合しか出場できなかった。。2007年夏にはASモナコとの契約が満了し、プリメーラ・ディビシオン（1部）に昇格したばかりのレクレアティーボ・ウェルバに移籍した。
PAOKテッサロニキなどいくつかのクラブのオファーを断り、地元にあるECグラノリェースで何ヶ月も練習を続けていたが、2009年2月中旬、2008-09シーズン終了までの契約でセグンダ・ディビシオン（2部）のジローナFCと契約し、地元カタルーニャに戻った。ジローナFCはオスカル・アラベスが大怪我を負って長期離脱しており、特例でジェラールの移籍期間外の加入が認められた。加入してすぐに負傷したが、5試合に出場しただけで4得点を挙げた。2011年に現役引退。

### 代表
U-16代表から各年代のスペイン代表に招集され、1996年にはUEFA U-18欧州選手権、1997年にはFIFAワールドユース選手権に出場した。
1999-2000シーズンにバレンシアCFで活躍してスペインA代表に初招集され、2000年6月3日、スウェーデン戦でA代表デビューした。2000年にはUEFA EURO 2000の出場メンバーに選ばれ、1試合に出場した。

### 指導者
テレビ解説者などを経て2013年にカタルーニャ代表監督に就任。
2015年7月からはセグンダ・ディビシオンBで戦っていた古巣バルセロナBの監督に就任した。2016-17シーズンはプレーオフを制し、チームをセグンダ・ディビシオン昇格に導いた。しかし、翌2017-18シーズンは成績不振で降格圏に陥り、2018年4月25日にバルサB監督を解任され、後任にはガルシア・ピミエンタが就いた。なお、チームはその後降格が決まり、1年でセグンダBへ逆戻りすることになった。

## 家族
3人兄弟の末っ子である。長兄のセルジ・ロペス(Sergi López Segú)はディフェンダーとしてプレーしたサッカー選手であり、1980年代後半から1995年にかけてFCバルセロナ、RCDマジョルカ、レアル・サラゴサに在籍したが、鬱病を患い、39歳だった2006年11月に飛び込み自殺した。次兄のフーリ・ロペス(Julià López Segú)もFCバルセロナの下部組織出身であり、トップチームには昇格できなかったが、1993-94シーズンにはレアル・バリャドリードでプリメーラ・ディビシオンの試合に13試合出場している。

## 所属クラブ
- 1996-1997  FCバルセロナB
- 1997-2000  バレンシアCF

1998-1999 → デポルティーボ・アラベス (loan)
- 2000-2005  FCバルセロナ
- 2005-2007  ASモナコ
- 2007-2008  レクレアティーボ・ウェルバ
- 2009-2011  ジローナFC

## 監督歴
- 2013-  カタルーニャ
- 2015-2018 FCバルセロナB

## タイトル
- バレンシアCF
  - スーペルコパ・デ・エスパーニャ 優勝 : 1999
  - UEFAチャンピオンズリーグ 準優勝 : 1999-2000
- FCバルセロナ
  - リーガ・エスパニョーラ 優勝 : 2004-05